# NGC 7087
NGC 7087 é uma galáxia espiral (Sab) localizada na direcção da constelação de Grus. Possui uma declinação de -40° 49' 06" e uma ascensão recta de 21 horas, 34 minutos e 33,4 segundos.
A galáxia NGC 7087 foi descoberta em 4 de Setembro de 1834 por John Herschel.